# (35023) 1981 EO14
1981 EO14 (asteroide 35023) é um asteroide da cintura principal. Possui uma excentricidade de 0.16732380 e uma inclinação de 14.22067º.
Este asteroide foi descoberto no dia 1 de março de 1981 por Schelte J. Bus em Siding Spring.